# Louis de Laparra de Fieux
Pour les personnes ayant le même patronyme, voir Laparra.
Louis de Fieux, comte de Laparra [Lapara], né à Arpajon-sur-Cère le 24 septembre 1651 de Claude de Laparra, conseiller du Roi, et Marie de La Ronce, mort à Barcelone le 17 avril 1706, est un ingénieur militaire français, brigadier puis lieutenant général et gouverneur de la ville de Niort.

## Carrière militaire

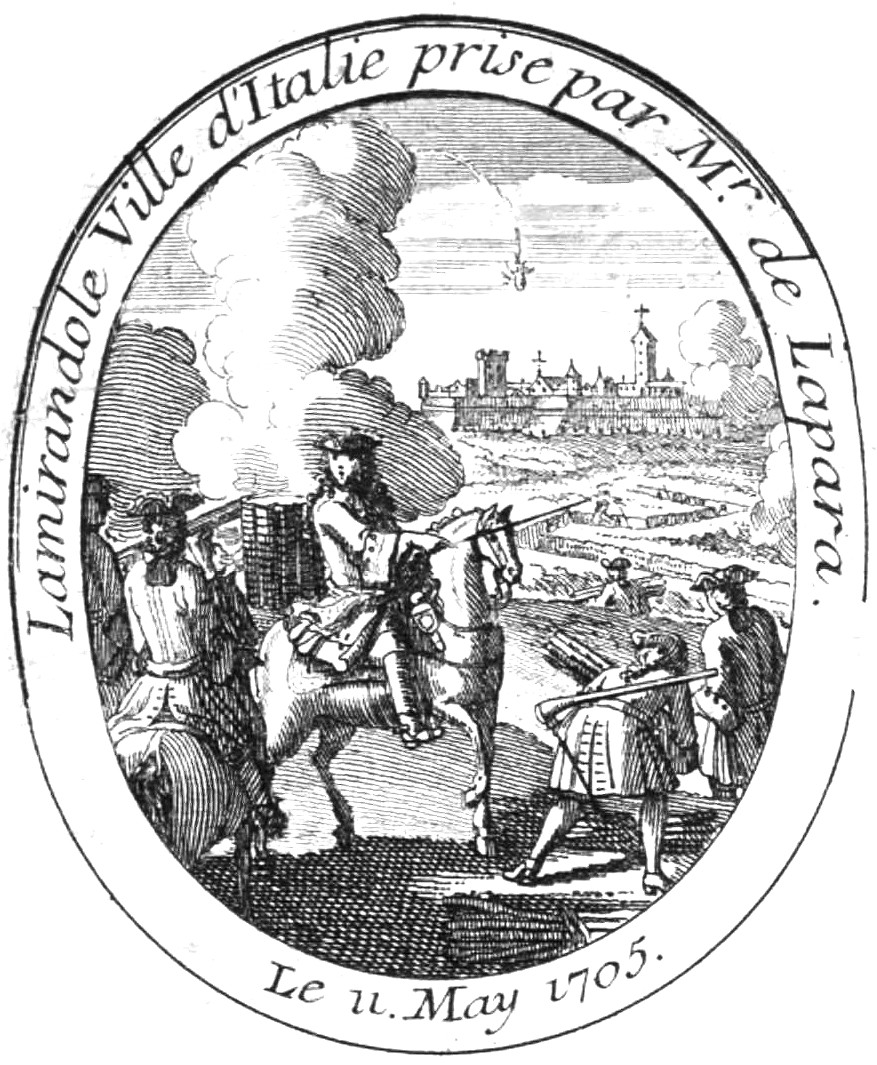
La prise de la Mirandole le 11 mai 1705

Stratège émérite et disciple de Vauban, Louis de Laparra commanda près de vingt sièges lors des guerres de Louis XIV. Dans son acte de mariage (1684) il est dit ingénieur ordinaire du roi, major de la citadelle d’Arras, y demeurant ordinairement. Peu avant il avait été major de la ville de Luxembourg. Il a reçu la Croix de l'Ordre royal et militaire de Saint-Louis.

## Famille
La famille de Laparra apparaît à l'aube du XIIIe siècle à Entraygues. Ses principales branches ont été : les Laparra d'Entraygues, les Laparra de Salgues, les Laparra de la Tour, les Laparra de Lieucamp, les Laparra de Fieux, les Laparre Pommiès.
Le 5 janvier 1684 est passé son contrat de mariage entre lui et Elisabeth-Louise Ballard, fille de Claude Ballard marchand bourgeois de Paris et Marie Du Pressoir sa femme. Claude Ballard est fils de Pierre I Ballard, frère de Robert III Ballard et oncle de Christophe Ballard, tous trois successivement seuls imprimeurs du roi pour la musique.